# UTC±00:00

UTC±0:Blau (desembre), taronja (juny), groc (l'any sencer), groc clar (àrees marines)

UTC±00:00 és un fus horari d'UTC que és just l'UTC. El seu codi DTG és Z-Zulu.

## Fusos horaris
- Greenwich Mean Time (GMT) (en català: temps mitjà de Greenwich, hora de Greenwich, hora universal)
- Ireland Standard Time (IST)
- Sierra Leone Time (SLT)
- Universal Coordinated Time (UTC) (en català: Temps Universal Coordinat)
- Western European Time (WET) (en català: Hora d'Europa Occidental)

Horaris d'estiu
- Azores Daylight Time (AZODT)
- Eastern Greenland Summer Time (EGST)

## Franges

### Temps estàndard (l'any sencer)
- Burkina Faso
- Costa d'Ivori
- Groenlàndia (nord-oest de la regió de Danmarkshavn)
- Gàmbia
- Ghana
- Guinea
- Guinea Bissau
- Islàndia
- Libèria
- Mali
- Mauritània
- Noruega
  - Illa Bouvet
- Regne Unit
  - Illa de Santa Helena (Incloent l'Illa de l'Ascensió i l'illa de Tristan da Cunha)
- São Tomé i Príncipe
- Senegal
- Sierra Leone
- Togo

### Temps estàndard (hivern a l'hemisferi nord)
Aquestes zones utilitzen el UTC±0 a l'hivern i el UTC+01:00 a l'estiu.
- Dinamarca
  -  Illes Fèroe
- Espanya
  - Illes Canàries
- Irlanda
- Marroc
- Portugal (menys les Açores)
- Regne Unit
  - Gran Bretanya
  - Illa de Man
  - Illes Anglonormandes

### Temps d'estiu (estiu a l'hemisferi nord)
Aquestes zones utilitzen el UTC-01:00 a l'hivern i el UTC±0 a l'estiu.
- Groenlàndia
  - Ittoqqortoormiit
- Portugal
  - Açores

## Geografia
UTC±0 és la zona horària nàutica que comprèn l'alta mar entre 7,5°O i 7,5°E de longitud. En el temps solar aquest fus horari és el corresponent el meridià de Greenwich.

## Història
Diversos països que utilitzen l'UTC+0, abans utilitzaven l'UTC+1.
- Lituània (del 1920 al 1940).
- Portugal (del 1966 al 1976 i del 1992 al 1996).
- Regne Unit i Irlanda (del 1940 al 1945 a l'hivern (UTC+2 a l'estiu). Entre 18 febrer 1968 i 31 d'octubre de 1971, UTC+1 es va utilitzar durant tot l'any.

Diversos països que utilitzen l'UTC+1, abans utilitzaven l'UTC+0.
- Andorra (del 1901 al 1946)
- Bèlgica (del 1892 al 1914 i del 1919 al 1940)
- França (del 1911 al 1940 i del 1944 al 1945)
- Gibraltar (del 1880 al 1957)
- Luxemburg (del 1918 al 1940)
- Mònaco (del 1911 al 1945)